# Gilbertiodendron pachyanthum
Gilbertiodendron pachyanthum é uma espécie vegetal da família Fabaceae.
Apenas pode ser encontrada no seguinte país: Camarões.
Está ameaçada por perda de habitat.